# Melissa (cantora)
Iracema Melissa Cabral   (nome artístico Melissa) (Rio de Janeiro, 21 de julho de 1962) é uma cantora, compositora e escritora evangélica brasileira.[carece de fontes?]

## Carreira
Melissa se converteu ao protestantismo em 1990 na Igreja Universal do Reino de Deus. Em 1991 participou de um concurso de música em sua igreja, sendo descoberta por um pastor representante da Line Records.[carece de fontes?]
Em 1991 lançou o primeiro LP intitulado Voz do Coração. Dois anos depois, em 1993 lançou o disco Razão de Viver. A música título ganhou notoriedade nas igrejas e estourou nas melhores rádios do país, tendo ampla divulgação no canal Record.[carece de fontes?] Em 1995 lançou De Bem com a Vida, seu primeiro trabalho em formato compact disc. Este álbum a consolidou como cantora no mercado fonográfico gospel, firmando-a como compositora e presenteando-a com diversas premiações em todo país.[carece de fontes?] Em 1997 lançou o álbum Heróis da Fé, considerado pela crítica como o seu melhor álbum.[carece de fontes?] No ano de 1999 lançou o cd Agindo Deus. Em 2001, Melissa lança o álbum 10 Anos com regravações de seus maiores sucessos.[carece de fontes?] Em 2002 lança o segundo álbum Vitória e Domínio com o selo Melissa Gospel. Em 2004 assina com a Zekap Gospel e lança o álbum Sol da Justiça.
Em 2005, lança seu primeiro registro ao vivo. No mesmo ano lança o álbum Se creres Verás pela Line Records.
Após quase três anos sem gravar, lançou em 2008 o álbum Seja Constante, o sétimo com o selo Line Records.. No ano de 2015 depois de 7 anos sem lançar um novo projeto, Melissa grava o álbum Confiança. Com a distribuição digital dos álbuns da cantora, a Melissa Gospel nos presenteia com 2 volumes na série exclusiva Cante Comigo uma coleção completa de todos os playbacks lançados pela cantora.

## Discografia
- 1991 - Voz do Coração
- 1993 - Razão de Viver
- 1995 - De Bem com a Vida
- 1997 - Heróis Da Fé
- 1999 - Agindo Deus
- 2001 - 10 Anos
- 2002 - Vitória e Domínio
- 2004 - Sol da Justiça
- 2005 - Recordações
- 2005 - Se creres Verás
- 2008 - Seja Constante
- 2015 - Confiança